# SC Germania List
Der Sport Club Germania List Hannover e. V. 1900 ist ein Sportverein mit Sitz im hannoverschen Stadtteil List. Er ist bekannt durch seine Rugby-Mannschaften der Herren und Frauen, unterhält aber auch Abteilungen für Handball, Tennis, Gymnastik und ehemals Lacrosse. Die 20.000 Quadratmeter große Sportanlage des SC Germania List bietet seinen Mitgliedern zwei Rugbyplätze, sechs Tennisplätze und eine Bouleanlage; ferner gehört zum Verein eine Kleingartenanlage am Mittellandkanal.

## Geschichte
Der Verein wurde 1900 als einer der ersten deutschen Rugby-Clubs gegründet. Er stieß in den 1940er Jahren in die nationale Spitze vor, als er 1942 und 1949 das Finale um die deutsche Meisterschaft erreichte, wobei er beide Spiele verlor. Danach folgten zwei weitere Jahrzehnte ohne größere Erfolge. Die erfolgreichste Phase des Clubs war zwischen 1968 und 1980. In dieser Zeit gewann Germania dreimal die deutsche Meisterschaft und viermal den DRV-Pokal. Vor allem in den Finalspielen zeigte die Mannschaft sich stark: wenn sie ein Endspiel erreichte, gewann sie es – Finalniederlagen gab es in diesen Jahren nicht.
In der Folgezeit ließen die Erfolge nach. Zwar konnte noch zweimal der Ligapokal gewonnen werden und 2000 ein letztes Mal der DRV-Pokal, seitdem blieben aber weitere Titel aus. Stattdessen wurde die neugegründete Damenmannschaft zum Spitzenteam und gewann die Vizemeisterschaft und die 7er Rugby-Meisterschaften jeweils zweimal und wurde 2003 und 2004 Deutscher Meister im 7er-Rugby. Die Schüler- und Jugendmannschaften konnten 10 nationale Meistertitel und darüber hinaus eine Vielzahl an Niedersachsenmeisterschaften erringen. Der Verein war im Jahr 2015 Deutscher Meister der Junioren (U18) im olympischen 7er-Rugby und zum dritten Mal hintereinander Vizemeister der Junioren im klassischen 15er-Rugby. Darüber hinaus gehörten in den letzten Jahren rund 10 Spieler zum engeren Kader der deutschen Jugend- und Juniorennationalmannschaften.

## Rugbyabteilung
Die Abteilung besteht aus der 1. Herrenmannschaft (1. Bundesliga Nord) und der 2. Herrenmannschaft (Regionalliga Nord). Die Germania-Frauen spielen in der Deutschen 7er-Rugby-Liga.
Die Abteilung wird geleitet von Matthias Tietgen und Achim Kloss, die Jugendleitung hat Johannes Augspurger.

### Titel

#### Männer
Deutscher Meister
- 1977: Endspiel 16:9 gegen Heidelberger Ruderklub in Hannover
- 1979: Endspiel 9:0 gegen Heidelberger TV 1846 in Hamburg
- 1981: Endspiel 28:19 gegen Heidelberger Ruderklub in Heidelberg
- 2024: Deutscher Meister im 7er Rugby: Endspiel: 28:21 gegen Rudergesellschaft Heidelberg in Heidelberg
- 2025: Deutscher Meister im 7er Rugby: Endspiel: 17:12 gegen RG Heidelberg in Dresden

Deutscher Vizemeister
- 1942: Endspiel 9:13 gegen SG Ordnungspolizei Berlin in Berlin
- 1949: Endspiel 0:11 gegen SC Neuenheim in Heidelberg

DRV-Pokal
- 1968: Endspiel 11:9 gegen SV Odin Hannover in Hannover
- 1971: Endspiel 15:0 gegen TSV Victoria Linden in Hannover
- 1977: Endspiel 22:6 gegen RG Heidelberg in Heidelberg
- 1980: Endspiel 7:3 gegen RG Heidelberg in Hannover
- 2000: Endspiel 18:8 gegen DSV 1878 Hannover in Hannover

Ligapokal
- 1990: Endspiel 25:15 gegen Berliner SV 92 in Hannover
- 1996: Endspiel 24:15 gegen RG Heidelberg II in Hannover

Ligapokal Finalist
- 1988: Endspiel 7:12 gegen SC Neuenheim II in Hannover
- 2009: Endspiel 14:18 gegen SG SV Odin Hannover / VfR Döhren 06 in Hannover

#### Frauen
Deutscher Vizemeister
- 2003: Endspiel 0:25 gegen FC St. Pauli in Hamburg
- 2006: Endspiel 5:17 gegen FC St. Pauli in Hamburg
- 2025: Vizemeister im 7er Rugby: Endspiel 0:12 gegen Heidelberger RK in Dresden

Meister im 7er Rugby
- 2003: Endspiel 5:0 gegen SC Neuenheim in Hannover
- 2004: Endspiel 20:0 gegen SC Neuenheim in Heidelberg
- 2023: Endspiel 10:7 gegen Heidelberger RK in Hannover

#### U-16 Jugend
Deutsche Meisterschaften
- 2011: Deutscher 15-er Vizemeister gegen RG Heidelberg in Berlin
- 2011: Deutscher Meister im 7-er Rugby gegen RK Heusenstamm in Heusenstamm

### 1. Bundesliga Mannschaftskader
| Nat.        | Name                 | Position     | Geburtstag |
| ----------- | -------------------- | ------------ | ---------- |
| Deutschland | Leon Faust           | Hakler       |            |
| Deutschland | Sean Weirauch        | Hakler       |            |
| Deutschland | Michael Wilckens     | Prop         |            |
| Deutschland | Felix Hartmann       | Prop         |            |
| Deutschland | Hauke Kock           | Prop         |            |
| Deutschland | Jens Mönikes         | Prop         | 09.06.1990 |
| Deutschland | Fabian Hagedorn      | Zweite Reihe | 09.06.1989 |
| Deutschland | Stefan Mau           | Zweite Reihe | 12.02.1989 |
| Deutschland | Connor Brockmann     | Zweite Reihe |            |
| Deutschland | Paavo Materna        | Zweite Reihe |            |
| Deutschland | Felix Struckmann     | Zweite Reihe |            |
| Deutschland | Carsten Hartwig      | Dritte Reihe | 21.06.1991 |
| Deutschland | Fabian Tacke         | Dritte Reihe | 23.03.1992 |
| Deutschland | Richard Klinner      | Dritte Reihe |            |
| Deutschland | Henrik von der Osten | Dritte Reihe |            |
| Deutschland | Melvin Treder        | Dritte Reihe | 01.03.1994 |
| Deutschland | Felix Hufnagel       | Dritte Reihe |            |
| Deutschland | Pascal König         | Dritte Reihe |            |

| Nat.        | Name              | Position         | Geburtstag |
| ----------- | ----------------- | ---------------- | ---------- |
| Deutschland | Moritz Clasen     | Gedrängehalb     |            |
| Deutschland | Niklas Koch       | Gedrängehalb     |            |
| Deutschland | Daniel Koch       | Verbinder        |            |
| Deutschland | Julian Nachtsheim | Innendreiviertel |            |
| Deutschland | Nico Windemuth    | Innendreiviertel |            |
| Deutschland | Henrik Meyer      | Innendreiviertel |            |
| Deutschland | Robert Weiß       | Innendreiviertel |            |
| Deutschland | Tjark Janssen     | Außendreiviertel |            |
| Deutschland | Johannes Lucas    | Außendreiviertel |            |
| Deutschland | Pascal Dahle      | Außendreiviertel |            |
| Deutschland | Maurice Riege     | Außendreiviertel |            |
| Deutschland | Tino Dietz        | Außendreiviertel |            |
| Deutschland | Helge Köhn        | Außendreiviertel |            |
| Deutschland | Martin Gerlach    | Schluss          |            |
| Deutschland | Ruben Pollakowski | Schluss          |            |

### Platzierungen
| Jahr      | Liga                           | Position |
| --------- | ------------------------------ | -------- |
| 1997/98   | 2. Rugby-Bundesliga Nord/Ost   | 2.       |
| 1998/99   | 2. Rugby-Bundesliga Nord/Ost   | 5.       |
| 1998/99   | Bundesliga Qualifikationsrunde | 2.       |
| 1999/2000 | 2. Rugby-Bundesliga Nord/Ost   | 4.       |
| 1999/2000 | Bundesliga Qualifikationsrunde | 1.       |
| 2000/01   | 2. Rugby-Bundesliga Nord/Ost   | 4.       |
| 2000/01   | Bundesliga Qualifikationsrunde | 2.       |
| 2001/02   | 2. Rugby-Bundesliga Nord/Ost   | 2.       |
| 2002/03   | 2. Rugby-Bundesliga Nord/Ost   | 1.       |
| 2003/04   | Rugby-Bundesliga               | 7.       |
| 2004/05   | Rugby-Bundesliga               | 8.       |
| 2005/06   | 2. Rugby-Bundesliga Nord/Ost   | 2.       |
| 2006/07   | 2. Rugby-Bundesliga Nord/Ost   | 1.       |
| 2007/08   | 2. Rugby-Bundesliga Nord/Ost   | 5.       |

| Jahr    | Liga                                     | Position |
| ------- | ---------------------------------------- | -------- |
| 2008/09 | 2. Rugby-Bundesliga Nord/Ost             | 7.       |
| 2009/10 | 2. Rugby-Bundesliga Nord/Ost             | 6.       |
| 2010/11 | 2. Rugby-Bundesliga Nord/Ost             | 3.       |
| 2011/12 | 2. Rugby-Bundesliga Nord/Ost             | 2.       |
| 2012/13 | Bundesliga Qualifikationsrunde – Nord    | 3.       |
| 2012/13 | Rugby-Bundesliga Championship – Nord-Ost | 5.       |
| 2013/14 | Bundesliga Qualifikationsrunde – Nord    | 3.       |
| 2013/14 | Rugby-Bundesliga Championship – Nord-Ost | 4.       |
| 2014/15 | Bundesliga Qualifikationsrunde – Nord    | 2.       |
| 2014/15 | Rugby-Bundesliga Championship – Nord-Ost | 3.       |
| 2015/16 | 1. Bundesliga Nord/Ost                   | 2.       |
| 2016/17 | 1. Bundesliga Nord/Ost                   | 2.       |
| 2017/18 | 1. Bundesliga Nord/Ost                   | 2.       |
| 2018/19 | 1. Bundesliga Nord/Ost                   | 5.       |

## Handballabteilung
Die Abteilung besteht aus der 1. Herren und der 1. bis 4. Damenmannschaft. Ferner werden A-D Jugendmannschaften unterhalten. Die Spartenleiterin ist Cornelia Volkmann.
Die Damenmannschaft war Gründungsmitglied der 1975 eingeführten zweigleisigen Bundesliga. Diese Klasse konnte nicht gehalten werden. Später gelang der Aufstieg erneut für eine Saison (2000/01). Nach der Saison 2002/03 zog man sich auch aus der 2. Handball-Bundesliga zurück.
Die Feldhandball-Abteilung spielte in den 1930er-Jahren in der erstklassigen Handball-Gauliga Niedersachsen.

### Bekannte Spielerinnen
- Randy Bülau
- Kim Birke
- Renata Zienkiewicz
- Cordula David (Spielertrainerin)

## Lacrosse Abteilung
Vom Jahr 2000 bis 2008 gab es eine Lacrosse Abteilung mit einer Herren- und Damenmannschaft. Die Mannschaft hatte den Namen Dragons.

## Trivia
Heinrich 'Heiner' Ehlers war – ähnlich wie Werner Behring (SV 1908 Ricklingen) und Klaus Wesch (TSV Victoria Linden) – Mitglied der technischen Kommission des europäischen Rugby-Verbandes Fédération Internationale de Rugby Amateur Association Européenne de Rugby (FIRA). Zu Ehren von Heinz Bodenstein und Heiner Ehlers, die sich durch ihre herausragende Schüler- und Jugendförderung im Rugbysport beim SC Germania–List verdient gemacht haben, veranstaltet der Verein seit 1978 alle zwei Jahre das Bodenstein-Ehlers Turnier. Es handelt sich dabei um Norddeutschlands größtes Jugendturnier seiner Art.
Zu den bekannten Spielern des Vereins zählen u. a. die Handballer Kim Birke und Randy Bülau, sowie Karl-Heinz Seligmann, ehemaliger Kapitän der Nationalmannschaft, Daniel Koch, Kapitän der Jugend-Nationalmannschaft, Manfred Kohrs und Christian Doering Spieler der Rugby-Union-Nationalmannschaft.
Der SC-Germania-Spieler Willi Pagelsdorf junior, Onkel des Fußball-Bundesliga-Trainers Frank Pagelsdorf, wurde für seine sportlichen Leistungen vom deutschen Bundespräsidenten mit der Verleihung des Silbernen Lorbeerblattes geehrt.
Für die vorbildliche Jugendarbeit erhielt der Verein in den Jahren 1993, 2002, 201 und 2016 das Grüne Band des Deutschen Sportbundes.
Der Jugend-Rugby-Trainer Dieter Tacke (25. August 1963 bis 15. Mai 2017) erhielt am 11. Mai 2016 für seine langjährige erfolgreiche Jugendarbeit vom Bezirksrat Vahrenwald-List den Bürgerpreis 2016.